# Ерин, Леонид Тихонович
Леони́д Ти́хонович Е́рин (род. 17 ноября 1951, Орша, Витебская область) — руководитель белорусского КГБ.

## Биография
Окончил Белорусский институт инженеров железнодорожного транспорта (1973). Работал в локомотивном депо станции Свердловск (1973).
С 1974 года в органах государственной безопасности. Сотрудник УКГБ БССР по Витебской области (1975—1982).
В 1981 году окончил Краснознаменный институт КГБ СССР.
В 1982—1985 годах сотрудник Оперативной группы в Демократической Республике Афганистан.
Сотрудник УКГБ БССР по Витебской области, КГБ БССР (1985—1988).
В 1989 году переведен в центральный аппарат КГБ СССР в Москве. Затем работал в МБ, ФСК, ФСБ РФ.

### Работа в КГБ Беларуси
С 1995 года заместитель, первый заместитель председателя КГБ Республики Беларусь. 25 сентября 2000 года назначен начальником Службы безопасности президента, находился на этой должности около месяца, после чего 27 ноября 2000 года был назначен председателем КГБ Республики Беларусь.
В 2001 году Ерин заявил, что подготовку потенциальных наблюдателей за выборами с использованием средств международных организаций белорусские органы госбезопасности рассматривают как признак вербовки белорусских граждан. «Это настоящая шпионская вербовка», — отметил глава белорусского КГБ.
В августе 2001 года Ерин заявил, что сотрудник КГБ Геннадий Угляница и активист «Края» Андрей Жерносек, обвинившие белорусские власти в убийстве бывшего вице-премьера правительства Виктора Гончара и бизнесмена Анатолия Красовского, объявлены в розыск.
Ерину вместе с ещё шестью министрами и президентом Лукашенко был запрещен въезд в США.
В декабре 2003 года Ерин сообщил о намерении КГБ Беларуси усилить контроль над сетью Интернет.
В апреле 2004 года Ерин сообщил об изъятии у белорусской оппозиции 100 тысяч долларов «российских денег». В 2004 году КГБ был арестован белорусский политик Михаил Маринич, позднее приговорённый к пяти годам лишения свободы.
В июне 2004 года Ерин представил белорусскому парламенту новый закон о деятельности КГБ, дающий спецслужбе широкие полномочия.
Во время протестов оппозиции после Референдума 2004 года в Беларуси, Ерин вышел поговорить к протестующим возле здания КГБ. Шеф спецслужбы даже пригласил лидера организации «Молодой Фронт» Павла Северинца и журналистов в служебный кабинет поговорить. Вскоре Лукашенко отправил Ерина в отпуск, а 18 ноября 2004 года в отставку.

### В РЖД
После отставки Ерин переехал в Москву. Занимает должность советника генерального директора — председателя правления ОАО «РЖД» по транспортной безопасности.
На 2008 год — руководитель российской части совместного Организационного комитета РЖД и «Индийских железных дорог».

## Награды
- Афганский орден Звезды III степени (1983)
- Орден Красной Звезды (1984)
- Орден Почёта (14 ноября 2022) — за достигнутые трудовые успехи и многолетнюю добросовестную работу[10].